# Ebbenhouten Schoen 2013
De verkiezing van de Ebbenhouten Schoen 2013 werd op 13 mei 2013 gehouden. De Belgische voetbaltrofee werd gewonnen door de 30-jarige Mbaye Leye, afkomstig uit Senegal en spelend voor Zulte Waregem. De uitreiking vond plaats in het Viage Casino in Brussel.

## Uitslag
| Nr.        | Land                    | Naam                  | Club(s)             |
| Finalisten | Finalisten              | Finalisten            | Finalisten          |
| ---------- | ----------------------- | --------------------- | ------------------- |
| 1.         | Vlag van Senegal        | Mbaye Leye            | Zulte Waregem       |
| 2.         | Vlag van Senegal        | Cheikhou Kouyaté      | RSC Anderlecht      |
| 3.         | Vlag van Congo-Kinshasa | Dieumerci Mbokani     | RSC Anderlecht      |
| 4.         | Vlag van Nigeria        | Imoh Ezekiel          | Standard Luik       |
| 5.         | Vlag van Gambia         | Ebrahima Sawaneh Ibou | Oud-Heverlee Leuven |

1992 · 1993 · 1994 · 1995 · 1996 · 1997 · 1998 · 1999 · 2000 · 2001 · 2002 · 2003 · 2004 · 2005 · 2006 · 2007 · 2008 · 2009 · 2010 · 2011 · 2012 · 2013 · 2014 · 2015 · 2016 · 2017 · 2018 · 2019 · 2020 · 2021 · 2022 · 2023 · 2024